# Francesco Bandarin
Francesco Bandarin, né le 26 décembre 1950 à Venise, est un architecte italien, directeur du Centre du patrimoine mondial de 2000 à 2010 et sous-directeur général de l'UNESCO pour la culture de 2010 à 2018.

## Biographie

### Formation
Il est diplômé en architecture de l'Institut universitaire d'architecture de Venise et en urbanisme de l'université de Californie à Berkeley.

### Carrière professionnelle
En tant que directeur du Centre du patrimoine mondial de l’UNESCO, Francesco Bandarin a été responsable de l'application de la Convention pour la protection du patrimoine mondial, culturel et naturel et a, à ce titre, coordonné les activités institutionnelles régissant l'inscription des sites sur la Liste du patrimoine mondial.
Francesco Bandarin a aussi prôné la conservation du patrimoine urbain sous un angle plus large[réf. souhaitée].
Francesco Bandarin est intervenu dans les médias, lorsque des biens culturels ont été menacés,,,,,,,. Il présente aussi chaque mois un site du patrimoine mondial dans la revue italienne Il Giornale dell'Arte (it).

### Fonctions de représentations
En 2014, il a présidé le jury de la Biennale d'architecture de Venise. En 2019 et 2020, il a présidé le jury mondial du Prix Versailles (d),,.

## Publications
- (en) The Historic Urban Landscape: Managing Heritage in an Urban Century (avec Ron van Oers), Chichester, Wiley, 2012  (ISBN 978-0-470-65574-0).
- (en) Reconnecting the City: The Historic Urban Landscape Approach and the Future of Urban Heritage (avec Ron van Oers), Chichester, Wiley, 2014  (ISBN 978-1-118-38398-8).
- (en) Reshaping Urban Conservation: The Historic Urban Landscape Approach in Action (avec Ana Pereira Roders), New York, Springer Publishing, 2019  (ISBN 978-981-10-8887-2).

## Distinctions
- Grand officier de l'ordre du Mérite de la République italienne‎ (2012)[15]